# 猫夜叉
猫夜叉（ねこやしゃ）は、大阪府出身の横山みんみん、横山エントツの2人組のユニットである。プロデュースは、横山エントツこと泰英二郎（たい えいじろう）。
2006年5月10日に、日本クラウンより「しあわせ大阪」でメジャー・デビュー。かつてはプロダクション尾木に所属していた。

## メンバー
- 横山 みんみん（1974年7月2日 - ）ボーカル
- 横山 エントツ（1950年  - ）パーカッション

## プロフィール

### 横山エントツ
大阪府出身。1950年生まれ。本名の泰英二郎（たい えいじろう）名義で、作曲、音楽プロデュースを手がける。息子は声優の泰勇気。泰勇気の自主制作ユニットの活動において、音響監督も勤めている。

### 略歴
- 大阪は宗右衛門町のダンスホール「富士」に出演していた当時、「内田裕也とザ・フラワーズ」のギタリストだった奥ススムに、大阪・梅田の大歩道橋の上で道を尋ねられた事がきっかけでスカウトされ、上京。
- CBS・ソニーの第1号アーティストの中の一組である男性3人組バンド「雄ちゃん・英ちゃんと良ちゃん」のボーカリストとして、1968年にシングル『ミヨちゃん』でレコードデビュー、B面の『恋は落葉のように』の作詞作曲は「じゅん&ネネ」のネネ。 その後、「小柴英樹&スーパーマン」（レコードのリリースは無し）、「ファミリー・ミュージック・ストア」（1971年12月にレコードデビュー。2ndシングルでは「泰英二郎&ファミリー・ミュージック・ストア」に改名）、「ザ・ヴィーナス」などのボーカリストとして、六本木、赤坂などのディスコ、クラブ、米軍キャンプなどで活動。1981年には「TOMO」名義でテレビ東京のアニメ『ゴールドライタン』のエンディングテーマ「メカニカル・ダンシング・ファイト」を歌う。
- シンガー・ソングライター「泰英二郎」として、キティレコードからシングルを5枚リリース。フジテレビ『夜のヒットスタジオ』にも出演した。以降、作家・プロデュース活動に専念。

#### 主な活動
- 1983年　阿久悠プロデュースのミュージカル『私のハズは透明人間』（主演:布施明・浅野ゆう子）に作曲で参加、作家デビュー。
- 1983年　小林幸子の『ふたたびの』を「TAI」名義で作曲（作詞:来生えつこ）後、テレサ・テン、梅沢富美男、伍代夏子、渡辺謙、吉永小百合、中村あゆみ、ほか幅広く楽曲提供。
  - 『ふたたびの』は、セルフカバー版がアニメ映画『うる星やつら2 ビューティフル・ドリーマー』の挿入歌としても使われており、秦英二郎の歌声を劇中で聴くことができる。テレビアニメ『めぞん一刻』においても、劇中で『ふたたびの』と『つらいけど』が使われていた。

- 2000年　明治座公演『腕におぼえあり』（村上弘明座長）で音楽を担当。時代劇にブレイクビーツやサンプリング、HIPHOP等の手法を積極的に導入する。
- 2001年　テレビ朝日系、時代劇『十手人』音楽担当。
- 2002年　テレビ朝日系、時代劇『三匹が斬る』音楽担当。
- 2004年　新宿コマ劇場『泣きむし万吉奮闘記』（コロッケ座長）音楽担当。

### 横山みんみん
本名、山崎 恵美（やまざき えみ）。
1974年7月2日生まれ。血液型O型。大阪は貝塚市で生まれ育つ。

#### 略歴
- 関西演歌大賞などに出場後、お笑い芸人の道へ。上京、女性漫才コンビ「完熟トマト」結成。
- 相方の廃業でコンビ解散。歌で人生勝負をかけることを決意。
- 「コンビニでバイトすれば、おっちゃん、おばちゃん、子供たちのアイドルです！」でFマート・チェーンスマイル賞受賞

## ディスコグラフィ

### シングル
- しあわせ大阪　c/w　マイ・ホームタウン大阪 （2006年5月10日）